# アリアンロッド・リプレイ・ブレイド
『アリアンロッド・リプレイ・ブレイド』は、FEARによるアリアンロッドRPGのリプレイシリーズ。通称『ブレイド』シリーズ。全4巻。
ゲームマスター・リプレイ執筆は丹藤武敏。イラストレーターはbob。

## 概要
『アリアンロッドRPG』（ルール第1版）は、基本ルールブックで「サムライ」、上級ルールブックで「ニンジャ」というキャラクタークラスを規定している。この両クラスにはエリンディル大陸東方由来という設定が存在するが、基本ルールブックではエリンディル東方に関する記述はなかった。
初めてエリンディル東方の設定に踏み込んだリプレイは、『ゲーマーズ・フィールド別冊Vol.16 菊池たけしがこりずにまいりました』(2009年)に掲載された短編「アリアンロッド剣豪伝 明星連也降魔剣」（のち『アリアンロッド・リプレイ・アンサンブル』に収録）である。同リプレイの好評を踏まえ、GMを務めた丹藤武敏は改めてエリンディル東方を舞台としたリプレイ企画を立案。JGC2010にて、FEARはサプリメント『エリンディル東方ガイド』と併せての公開を発表し、翌2011年2月に本リプレイがスタートした。
エリンディル東西文化圏をつなぐPCとして、『アリアンロッド・リプレイ・レジェンド』のユーノス・ローリングスターが続投し、『アリアンロッド・リプレイ・ルージュ』PCの一人だったトラン・セプターが支部長を務めていたダイナストカバル極東支部も登場するなど、エリンディル西方を舞台とする他シリーズとの関係も維持されている。
シリーズ開始と並行してルール第2版『アリアンロッドRPG 2E』の開発も進められており、本リプレイはルール第一版環境下で開始された最後のリプレイシリーズとなった。当初は3巻で完結する予定だったが、1巻延長となり、3巻より『2E』環境に移行している。

## あらすじ
エリンディル大陸最東端、東海に浮かぶ島国ダイワ群島国。亡き父に代わって国家元首「タイクーン」となったアオイ・カゲユキは、父の葬儀の席で未だ安定しない国内情勢の平定と綱紀粛正を宣言するも、その場で喀血し倒れてしまう。カゲユキの無念を見かねた実妹・オトハは、兄に代わって世直しを行うべく、家臣オニノ・サクザエモンの紹介で知り合ったオオド神殿の巫女・リンと共に行動を開始する。
そんなある日、首都オオドのとある小料理屋で諍いが起きる。その場に遭遇したオトハとリンは、大国セーリアの密偵チンエン、大陸西方からやってきた吟遊詩人ユーノスと知り合う。諍いの背後に半年前のオオド大火が絡んでいると知った4人は事実の究明に動き出す。かくて4人の世直しの戦いは始まった。

## 登場人物

### ギルド「烈風! 世直し隊」
ギルドマスターはオトハ。システム上はギルドだが、物語上では『水戸黄門』風の旅行者を装っている。プレイヤーの総合レベルは8から開始されている。また、2巻4話「悪魔の天才料理人その名はテイエン！？非情の兄弟料理対決！」で全員が上級クラスにクラスチェンジし、4巻8話（最終話）「決戦! 浮遊天守閣～おんみつ姫よ永遠に～」ではPCの一人が『2E』で設けられた「称号クラス」を取得している。
アオイ・オトハ（小島めぐみ）
ヒューリン（エルダナーンの血を引く）のウォーリア→ウォーロード/サムライ。ダイワ群島国タイクーン（国家元首）アオイ・カゲユキの実妹。15歳。
先代タイクーンである父テルユキの葬儀の場で倒れた兄の無念を汲み、世直しを志す。学問よりは身体を動かすことが好きで、シンエイ流剣術の使い手でもある。反面、城内で過ごしてきたタイクーン家の人間らしく世間知らずで、さらに食いしん坊。真っ先に食べ物のことが出て来るため、しょっちゅうリンからたしなめられている。好物は団子。
パーティ内では完全なボケ役で、PCというよりプレイヤーである小島めぐみ自身がギミックに気付かない事が多い。また、印籠をかざしたはいいが定番の台詞を自分で言ってしまったり、私情で他人を疑ったりなど天然な部分も散見される。その反面、間違っていると思った事には全力で抵抗する芯の強い部分もある。戦闘では《レイジ》による一撃必殺と《ストライクバック》《スタイル:シンエイ》によるカウンターを主体に接近戦を行う。3巻6話「タマモ復活。愛と恩讐のすえに」では《レイジ》の反動で刀が折れた状態にもかかわらず、素手で《ストライクバック》を仕掛ける、4巻7話「託す者、託される者。御先祖様万歳!」ではノブカタの刀一閃を素手で止めるという果敢な一面も見せている。
本リプレイのいわゆるPC1（主人公的立ち位置）だが、プレイヤーが最後まで決まらず、JGC2010のトークイベント「菊池たけしとかいな仲間たち2010」の席上において、同イベントに出席していた小島に決まったという経緯がある。

リン（久保田悠羅）
ヴァーナ（アウリク）のアコライト→パラディン/カンナギ/メンター。ダイワの首都オオドの神殿に仕える巫女。18歳。
もとはあるダイミョウ家の姫としてオオド城に住まわされていた。実家が改易された際、サクザの尽力でオオド神殿預かりとなり、そこで巫女になったという過去を持つ。オトハの世直しの意を受けたサクザの紹介で、オトハに付き従うことになる。
温厚な性格で、年下で世間知らずなオトハに対するブレーキ役。だが、オオド神殿に伝わる「闇の武術」なる徒手格闘術を会得しており、「生身で受けた魔導銃の弾丸を抉り出して指で撃った相手に弾き返す」「魔族が生成した『実体を持った幻影』の虎の首を抱えて折る」など戦い方は豪快。敵に対しては物騒なセリフを吐くこともある。
物語が進むにつれて、古武道に造詣の深い久保田の知識と相まって戦闘方法が豪快を通り越して凄惨の域に達し始め、「全身の骨を外す」「正拳突きで刀を止める」「肩口で斬撃を止めて反撃する」「首を折りつつ投げ飛ばす」「足の甲を踏みしだきつつ鳩尾に肘を入れる」「自身の両腕が骨折した状態で、相手の首を両足で挟み、反動をつけて回転して脛骨を折りかつ地面に叩きつける」と言ったものが見られ、久保田自ら「悲惨なことになるので描写はしない」と発言したこともある。4巻7話では、初代タイクーン霊廟での試練の一環として見せられた過去のオオドの幻の中で、「闇の武術」の開祖と拳を交え、「逆らわない（相手の攻撃を受け流す）武術」に開眼している。
本リプレイで唯一、『2E』で設けられた「称号クラス」を取得したPCでもある。

チンエン（菊池たけし）
エルダナーンのメイジ→ソーサラー/チューシ。セーリア大帝国の宮廷料理人だが、同国の対外諜報機関「鴉廠」（あしょう）のエージェントという裏の顔を持つ。年齢は30代。
一子相伝の「暗殺料理術」を代々受け継ぐ一族の出だったが、兄テイエンが「白い翼の付け根に十字の傷を持つ」料理人との決闘で敗死したため没落。その腕を惜しんだジャン・リャンのスカウトで宮廷料理人兼鴉廠の密偵となった。
新たなダイワのタイクーンとなったカゲユキとその妹オトハの調査のためダイワに渡り、そこでエチゴ屋を巡る一件に巻き込まれ、オトハたちと出会う。普段は飄々として愛想がいいが、眼鏡をかけると一転してシリアスな言動に変わる。
兄テイエンに対しては、料理人として尊敬しつつも一族没落の原因を作ったとして複雑な感情を持っていたが、2巻で兄の決闘に魔族タマモが絡んでいた事実を知り、改めて兄の報仇とタマモ討伐を誓う。ちなみに仇と同じオルニスであるユーノスとは基本的に折り合いが悪い。
メイジとしての魔法攻撃と『アリアンロッドRPG』ルール上のアイテムである「料理」を用いた自己強化・他者強化を兼ね備える。特に2巻3話「激突!! おんみつ姫vsタイガー必殺拳」では《アースブレット》と《リゼントメント》の組み合わせに行為判定でのクリティカルが重なり、敵ボスをオーバーキルしてのけた。3巻では御前料理大会の優勝によって出世しており、5話「ドキッ、おんみつ姫だらけの夏休み」より一門の生き残りである「十徳包丁」なる部下を抱えている。
オオドでの最終決戦後はセーリアに帰国。ジャン・リャンへの一件報告ののち、辛うじて生き延びることができた兄にダイワでの経験を踏まえた「活殺料理術」の道を往くと告げ、何処かへ去っていった。

ユーノス・ローリングスター（田中信二）
ドゥアン（オルニス）のシーフ→スカウト/バード。自らを「夢と希望を与えるために使わされた天使」と自称する吟遊詩人。24歳。『アリアンロッド・リプレイ・レジェンド』からの続投。『レジェンド』最終話（4巻8話）「はじめての遠征試合」開始時点でちょうど8レベルであったため、本シリーズ開始に際してレベルアップは行われず、リビルドは一部のバードスキルの差し替えだけとなっている。
エリンディル西方の都市国家クラン＝ベルのモンスターコロシアムで活動した後、海路ダイワに渡ったが、オオド近郊で、『レジェンド』での敵役であったマティアス・アディンゼルを模したネオ＝ダイナストカバル極東支部の怪人に襲撃され、大怪我を負ったところをおミツに助けられ、彼女が働く小料理屋に居候することになった。
オルニス自体はエリンディル東方でも珍しい種族ではないが、西方からの渡来者とあって「天狗」呼ばわりされており、そのたびに否定している。クラン＝ベルで過ごした日々は今でも強く印象に残っているらしく、時々サーガの第一部となっているフレアとセレネのコロローナ姉妹の物語「貧乏姉妹の伝説」を歌っている。
強力な他者強化能力は変わらず、2巻4話「悪魔の天才料理人その名はテイエン!? 非情の兄弟料理対決!」でスカウトにクラスチェンジしてからは攻撃妨害と回避にも磨きがかかり、GMからは「狙って攻撃する時は、倒しても大抵意味がない場面になっている」「GMからすると、なんともいやらしいデータ構成」と評された。さらに3巻5話で『2E』準拠のリビルドを行った際に《タウント》を取得したため、回避が高い上に倒しても支援は消えず、しかし狙わないと判定にペナルティがかかるという、エネミー視点で厄介極まりないキャラクターに組まれている。その一方、自身が直接攻撃に参加するほどギルド全体が窮地に追い込まれた4巻7話のクライマックスフェイズでは攻撃力の少なさを露呈してしまい、続く最終話では、万一の事態に備え、あらゆる判定にダイス1個を加える《フィールドワーク》や攻撃用アイテム「バーストルビー」を取得している。
最終決戦後は見送りに来たおミツとおキツに未完成ながら「おんみつ姫のサーガ」を披露し、再び船上の人となった。その際南方もしくはアルディオン大陸への渡航を示唆している。

### ノンプレイヤーキャラクター（NPC）
紹介文中で「○巻○話に登場」の記述がない者はレギュラー（もしくはセミレギュラー）NPCである。

#### ダイワ群島国
アオイ・カゲユキ
ヒューリン（エルダナーンの血を引く）。ダイワ群島国第8代タイクーン。オトハの実兄。オトハに並ぶシンエイ流の達人で、ダイワを平穏にする、という使命感に燃えているが、如何せん病弱な体質であり、1巻1話「痛快!! 世直し人情劇!」の冒頭にて、父の葬儀で大喀血してしまったため、表で行動することがままならず、実質的に政治の場から外されている。1巻2話「親子の涙と釣り天井」のエンディングで危篤状態に陥り、これが2巻3話でオトハがセーリアに渡るきっかけとなる。
2巻4話のエンディングで目を覚ましたものの、ダイワのかつての英雄・ノブカタの怨念に乗っ取られ、3巻6話で不服従勢力の征伐を宣言（これはダイワの中央権力を自ら崩壊させかねない行為である）。そして4巻8話で自身の虚弱体質へのコンプレックスから一度はノブカタに身を委ねてしまうが、激闘の末、オトハの渾身の一刀でノブカタから解放された。
『エリンディル東方ガイド』の公式NPC。

オニノ・サクザエモン
ドゥアン（セラトス）。オトハの教育係を務めるカゲユキの家臣で、通称「鬼のサクザ」。怒ると非常に恐ろしいことからあだ名がついている。実直で真面目な性格で、奔放なオトハに手を焼いている。家が改易されたリンに巫女（カンナギ）の道を勧めた人物でもあり、リンは恩義を感じている。
世直し隊の面々が城内で無条件に信頼できる数少ない人物であり、要所要所で助言を行っている。3巻6話では神聖ヴァンスター帝国の拡張政策に言及するなどエリンディル西方事情にも通じている。
終盤、タマモが封印されたことでノブカタの怨霊が復活すると、多くの戦士たちが討たれ、あるいは囚われる中でオオド城二の丸に拠って抵抗戦を行い、世直し隊の血路を開いた。
1巻1話プリプレイでのGM、久保田、小島の会話から、キャラクターイメージは『暴れん坊将軍』における加納五郎左衛門や田之倉孫兵衛、宍戸官兵衛、有馬彦右衛門らの歴代の御側御用取次と考えられる。

マツヒラ・サダノブ
エルダナーン。カゲユキの家臣の一人で、通称「知恵サダ」。事務系の仕事に才能を発揮する文官だが、嫌味な性格のため受けは悪く、本人もそのことは自覚している。種族の関係で年齢はサクザより年上だが、オニノ家が初代タイクーンの代からの家臣であるのに対し、カゲユキの代に仕官しているため、サクザからは若造扱いされている。
3巻6話でオババ様殺害未遂の嫌疑をオトハたちからかけられ、潔白を証明するため、それまでの自身の行動の真意を明かした。彼はカゲユキの病気が呪いによるものではないかと推測し、独自に調査を進め、その結果原因がアオイ家にかかったノブカタの呪いであることを突き止め、タマモ封印に必要な3つの宝石の行方を追っていた、そして1巻1話エンディングでのエチゴ屋の家宅捜索の際ウツミヤ藩からエチゴ屋に渡った「知賢玉」を発見。3巻6話で「太陽石」を持つオトハに渡すまで身に携えていた。大征伐の際にはカゲユキに従う姿勢を見せていたが、それは周りに信頼出来る人間がいなかったためにあえてそのように振る舞っていたのみである。
文官故に荒事は苦手らしく、オオド城での最終決戦ではノブカタ側に捕らえられ、火刑に処せられる寸前ユーノスに救出された。その後、大凧を使った天守閣突入作戦をオトハに進言、大凧製作の指揮を執った。
名前と通称の由来はそれぞれ松平定信と松平信綱。

”おババ様”
ヒューリン。オオド神殿の巫女の長。フルネームは不明。リンのカンナギとしての師匠に当たる。
巫女としての知見は高く、1巻1話では「タイクーン家を中心として大きな災いが起きようとしている」と予言。2巻3話では、昏倒したカゲユキの首筋に狐型の痣が浮かんでいるのを見つけ、同じく痣を発見したオトハ、リンにセーリアの狐の魔族の呪いの話を伝えた。
3巻6話でカゲユキの病や一連の行動について調査を進めていたところ、シンエイ流の達人と思しき何者かに襲撃され重傷を負う。彼女が調べていた文献によって、オトハたちはノブカタの呪いの存在を知る。
心配性な所があり、セーリア滞在中のリンに大量の食物と旅先での注意を記した手紙を送るほど。

タマ姫
カゲユキの寵姫。姓は不明。身体の弱いカゲユキを精神面で支える良き女性であるが、人目のない所で不可解な行動を見せている。
元々は、かつてミツテルやウツミヤ藩初代ダイミョウとともにタマモを封じたハヤカワ藩初代ダイミョウの子孫である。ハヤカワ藩は代々タマモの封印を監視する役目を持っていたが、テルユキの代に藩が謀反の疑いで取り潰された経緯を持つ（この時、ダイミョウ以下全員は粛々と沙汰に従った）。ノブカタの呪いとタマモの真意を知り、呪いの媒体となっているタマモの魂の半分を己に取り込み、諸共滅びることでカゲユキを救おうとしていた。最終的にはタマモがオトハ達によって討伐・再封印されたことで元に戻ったが、ノブカタの怨霊が復活しオオド城を占拠したため、世直し隊に付いて行く形で初代タイクーン霊廟に避難。事件収束後、正式にカゲユキと婚儀を交わす。

小料理屋の主人

正直屋おミツ
1巻1話に登場。

正直屋主人
1巻1話に登場。

エチゴ屋キュウベエ
1巻1話に登場。ヒューリンのガンスリンガー。オオドの材木商人兼高利貸し。オオノキと結託してトウキチが起こした大火をもみ消し、再開発の資材受注を独占しようと企てた。
終盤、自邸にてオオノキと密談していたところを、全真相を掌握した世直し隊に乗り込まれ、二丁魔導銃で応戦するも敗北。全財産を没収された。財産の中にはエリンディル西方由来の物など価値の高い品物も含まれており、1話のラストシーンではサダノブがその中の一つである「古い箱」に注目していた。
かつては裏社会に属していたらしく、「ダブルガン・キュウベエ」と呼ばれていた。
GMによるとイメージはジーン・ハックマンとのこと。リプレイではチョウ・ユンファを思わせるガンプレイも披露していた。

エチゴ屋トウキチ
1巻1話に登場。ヒューリン。キュウベエの息子。典型的な放蕩息子で、おミツに言い寄ったり博打に明け暮れたりしていた。
実は半年前のオオド大火の真犯人であり、その揉み消しのためにキュウベエやオオノキは動いていた。腕に大火で負った蛇のような火傷の痕があり、それを目撃していたおミツの抹殺を企てるも、世直し隊に阻止され、真相を全て吐かされた。

オオノキ・ゲンバ
1巻1話に登場。ヒューリンのシーフ/モンク。オオドの普請奉行。
与力時代の半年前、キュウベエと結託して大火の原因を正直屋の失火に改竄してトウキチの罪をもみ消すばかりか、癒着同然の状態で資材受注をエチゴ屋に回し、その見返りとして金銭を受け取っていた。大火の直後に普請奉行の職に就いているが、これにも賄賂をばらまいた結果との黒い噂が流れていた。しかし、エチゴ屋にてキュウベエと密談中のところを、トウキチとおミツから真相を聞き出した世直し隊に殴り込まれ、キュウベエもろとも成敗された。

オンダ・アヤメ
1巻2話、3巻5話、4巻8話に登場。ヒューリン。ウツミヤ藩ダイミョウのオンダ・タカノシンの娘で、カゲユキの許嫁。リンとは友人である。
父のタマ姫暗殺計画には反対しており、そのため閉門状態に置かれていた。しかし「謎のクノイチ」と称して密かに城を脱出し、世直し隊に父の計画を伝えた。
世直し隊が計画阻止に成功した後、オトハの配慮により、カゲユキとの婚約破棄を命じられた上で、父に代わってウツミヤ藩のダイミョウに就く。その後は父の悪政によって傾いた藩の財政を立て直し、以前の繁栄を取り戻す傍ら、「謎のクノイチ2号」を名乗って城下の見回りをしていたが、偽おんみつ姫騒動の際にオトハ達に見つかってしまい、以後はやめている。

峠の茶屋の女将
1巻2話、3巻5話に登場。フルネーム、種族は不明。ウツミヤ城と城下町を見下ろせる峠の茶屋の主人。
カゲユキの来訪を理由とするウツミヤ城の城普請で労働者が激減し物流が滞った煽りを受け、普段なら3本1セットで5Gの串団子を1本1セット（しかも串に刺さっている団子は1個のみ）で同じ値で売らざるを得ない苦境をオトハたちに訴えた。この話から、オトハたちはウツミヤで起きている事態の調査に乗り出す。3巻5話でオトハたちと再会した時には藩の再興に安堵していた。

タスケ
1巻2話に登場。

オンダ・タカノシン
1巻2話、3巻5話に登場。ヒューリンのスカウト/テイマー。ウツミヤ藩のダイミョウ。
タマ姫を伴ってカゲユキが来訪することに乗じ、ウツミヤ城に吊り天井の罠を仕掛けてタマ姫を暗殺、娘のアヤメをカゲユキに嫁がせ、タイクーン家の外戚となることで権力強化を目論んでいた。
計画の実行のため、タスケの父など藩内の男性労働者に、監禁同然で釣り天井の城普請を行なわせ、ウツミヤ藩の経済システムを停滞させた。最終的に暗殺計画は世直し隊に阻止され、本来なら改易を逃れられないところを、領民に死者が出ていないことやアヤメの心情を察したオトハの判断で蟄居隠居を命じられた。
配下としてギルマンによる「魚忍軍団」を従えている。「ホークックック」という独特の笑い方をする。なお、この釣り天井は一般に連想される天井が落ちて来るタイプではなく、床がせり上がって押し潰し殺すもの。隠居後は認知症状態になってしまったらしく、空を漠然と眺めながら過ごしている。
3巻5話で、祖先に当たる初代ダイミョウがミツテルやハヤカワ藩初代ダイミョウとともにノブカタとタマモを封印し、そのために用いた「知賢玉」を保管していたが、タカノシンの代に前出の城普請の費用として売却し、流れ流れて1巻1話のエチゴ屋に至った事実が明らかになった。

クロマグロのオウマ
1巻2話に登場。ギルマンのウォーロード/モンク。
魚忍軍団の頭でタカノシン直轄の部下。三叉槍を構えた強者。行動・台詞のほとんどはパロディか魚に引っかけたダジャレで、プレイヤーを爆笑に叩きこんだ。

おカヨ・おキツ
3巻5話に登場。ヴァーナ（アウリラ）。
ウサ耳小僧と呼ばれた男の双子の娘で、「白ウサギの」おキツ、「黒ウサギの」おカヨと呼ばれている。
義賊だった父が金に目が眩んだ、という噂を快く思っておらず、ことにおキツの方はそれが顕著。紙芝居を通じて真相を語っていたが、ふとした偶然でオトハの落とした印籠を手に入れたことがきっかけで、「おんみつ姫」を名乗って義賊行為を行っていた。

キンゾウ
3巻5話に登場。ヒューリンのスカウト/ダンサー。
元々は「黄金虫の」キンゾウと呼ばれたウサ耳小僧の部下で、彼を裏切って50万Gをせしめ、それを元手に商売を始めた過去を持つ。その二つ名が示す通り筋金入りの金の亡者で、価値があるモノよりも安い現金を優先するほど。
卑劣なやり口に怒り、おキツ救出にやって来た世直し隊と戦ったものの、金庫にあった50万Gを全て使い切らされた挙句、オトハの一刀で殴り倒された。なお、50万Gは借金となり、ウサ耳小僧が奪われないよう隠していた残りと共に、世直し隊を通じてウツミヤ藩に回収された。

#### セーリア大帝国
ジャン・リャン
セーリア宮廷の料理人を取り仕切る職「尚膳大監」を務める。対外諜報機関「鴉廠」の長官という裏の顔を持つ。
ダイワのタイクーンの代替わりに当たり、その調査をチンエンに命じた。チンエンにとっては恩人でもある。
『エリンディル東方ガイド』の公式NPC。本リプレイには1巻1話と2巻3話に登場。

”華王帝”リーファ
セーリアの今上帝。外見は13歳の少女。「華王帝」は伝統的な称号。
建国以来、セーリアの大皇帝は転生によって継承されるしきたりであり、リーファは数年前、初老の男性だった”風破帝”サイフェンに代わって出現した。
『エリンディル東方ガイド』の公式NPC。本リプレイには2巻4話に登場。御前料理大会で偽テイエンを下したオトハをダイワのタイクーンの妹と看破し（オトハが名乗ってしまったこともあったが）、タマモの存在とダイワ群島に逃亡している事実を告げ、オトハに自ら持つ太陽石を委ねタマモ討伐を託する。

チョウユウ
2巻3話に登場。ヒューリンのモンク。漢字では「超勇」と書く。
セーリアの帝都ファンジンの屋台街でスリに狙われたところをオトハたちに救われ、その礼としてショーリン館への案内役を務めた。
傷つくのも傷つけるのも苦手な弱気であり、シュウネンからは散々馬鹿にされていた。そのため館長からは返し技をマスターするように言われており、一人「ソウルバスター」を特訓していた。
オトハたちと共に大聖堂に向かう試練に参加し、見事にクリアした直後、本性を表したシュウネンに襲撃される。しかし特訓が実り、シュウネンに完璧なカウンターを叩き込み、世直し隊をアシストをしたものの、自らは重傷を負って倒れてしまった。その後は治療を受けて復帰している。

ショーリン館館長
2巻3話に登場。ネヴァーフのモンク。セーリアの古刹「ショーリン館」を預かる初老の人物。種族的特徴ゆえ小柄だが、拳法の達人らしく首の筋肉は肩との境目が付かないほど鍛えられ、両の手のひらはグローブのように腫れ上がっている。その頑健さはリンの手刀を喉仏で受けてなお呵々大笑していられるほど。
ジャン・リャンからの紹介状により、大聖堂の書庫に保管されている登龍極医書の貸し出しをオトハたちに許可するが、それは同時にショーリン館最大の試練を受けるよう求めることを意味していた。

ジャクソン
2巻3話、4巻8話に登場。ヒューリンのモンク。漢字では「寂尊」と書く。ムーンウォークができる。
歌って踊れるモンクを目指しているという異様にテンションの高い男で、音楽性の一致するユーノスとコンビを組みたがっていた。

ハンカイ
2巻3話に登場。

開運仙人
2巻3話に登場。ヒューリンのモンク。ショーリン館大聖堂へ向かう道にある「運力房」に住まう老モンク。運力房を訪れたモンクたちに第3の試練としてロシアン・ルーレットを挑む。
GMのイメージは「白髪を伸びるに任せた、まるで水とバナナだけで1週間を過ごした後のクリストファー・ウォーケン」。そのため、第3の試練は（本文での明記こそないが）ウォーケンの代表作である『ディア・ハンター』のパロディとなっている。

シュウネン
2巻3話に登場。魔族のウォーロード/モンク。
もともとは普通のヒューリンだったのだが、自尊心と羞恥心から邪悪化した経緯を持つ。自らを優秀であると公言してはばからず、登龍極意書を手に入れるためにショーリン館に潜り込んでいた。幻影の虎を呼びだし、それを気絶させて爆破すると言う「タイガー必殺拳」なる拳法(?)を使う。キャラクターモチーフは「山月記」。

仮面料理人
ドゥアン（オルニス）のチューシ。
上半身裸に仮面を被っているという、いかにも怪しげな風貌の男。世直し隊の行くところに現れ、何らかの示唆をしては去っていく。
その正体はタマモの瘴気に触れて半邪悪化したチンエンの兄・テイエン。本来の種族であるエルダナーンにはあり得ない翼があった理由については「束縛から逃れようとする意志の表れ」と語られ、4巻7話冒頭で「暗殺料理術奥義・自爆全席」で敵将諸共この世を去った……と思いきや、同8話のエンディングで「やっぱり長生きはしたかった」との理由で再登場。チンエン（およびプレイヤーの菊池）を本気で呆れさせることになった。

#### タルタル・ハン国
ニャムカ
2巻4話に登場。ヒューリン。年齢は「12才くらい」（GM）。
ファンジンの市場で脱水症状になっていたところを、彼女が連れていた子豚「ブーちゃん」に引っ張られたオトハに発見された。
彼女の部族はタルタル豚（後述）を育てていたため、テイエン親衛隊の襲撃を受け、若者とタルタル豚は部族集落の近くの廃城に連行され、辛うじて種豚のブーちゃんとニャムカが本来は敵国であるセーリアまで逃れてきた。事情を知ったオトハたちはタルタルへ飛び、テイエン親衛隊の砦兼養豚場となっていた廃城を急襲、若者とタルタル豚を奪還した。

偽テイエン
2巻4話に登場。ヒューリンのウィザード/チューシ。
テイエンの名と技を盗んだチューシ。かつて本物のテイエンに「料理は技術だ」とする自分の主張を否定されたことから、彼の主張を覆すために御前大料理大会に現れた。技術をコピーしたその力はタマモから授けられたものらしい。
実力はあるのだが、実際の戦闘ではGMのダイス目が最悪だったため、シナリオボスなのにPCにダメージを与えられずに撃破されるという情けない結果となった。

#### その他の登場人物
タマモ
2巻4話でのリーファの言葉によれば、エリンディル南方由来の九尾の狐の妖怪で、美しい女性に化けて権力者を籠絡し、悪事を働くという。その力は一国を滅ぼすほど強く、肉体を滅ぼしても魂を滅ぼすのは至難とされる。
かつてとある英雄に美姫として接近し、時の大皇帝を倒すべく戦乱を起こしたが、大皇帝が太陽石を用意したことを知りダイワ群島に逃れ、そこで何者かよって、太陽石と同じ魔力を持つ金剛眼と知賢玉を用いて封じられたという。
しかし、事実は全く異なっていた。元来はダイワ群島を守る霊獣（九尾の狐は『アリアンロッド』では霊獣とされる）であり、人の姿となっていた際にノブカタと出会い、惹かれあってその魂の半分を託した。乱れた世をノブカタが正してくれると信じた、純粋に平穏を願っての行為であったが、終わらない戦いの中でノブカタが狂気に取りつかれたことで、彼に引きずられる形で邪悪化してしまった。セーリアに渡ったのは自らを封じるべく太陽石を求めてのものであったが、時既に遅く、セーリアで大乱を起こしてしまった。
その後はダイワに存在した金剛眼と知賢玉をもって、ミツテル、ウツミヤ藩初代ダイミョウ、ハヤカワ藩初代ダイミョウという3人の勇者によってノブカタごと封じられたが、太陽石を欠いた封印は不完全であったために、怨念がカゲユキを蝕んでいた、というのが呪いの真相であった。
3巻6話で、オオド城天守閣においてタマ姫から分離し、魔獣として世直し隊と対峙。激闘の末、オトハの猛攻によって撃破され、三つの宝玉の力でかつてつけていた簪に封印された。

カニミサイル
2巻4話に登場。『アリアンロッド・リプレイ・レジェンド』からのゲスト出演。
『レジェンド』3巻6話「はじめての新人王」で、西方クラン＝ベルのモンスターコロシアムでの新人王決定戦にネオ・ダイナストカバル南パリス支部から参戦したギルド「ミステリアスタッグ」の片割れ。相方だったタコハンマーとは袂を分かったらしく、再会したユーノスと旧交を暖めていた。

フロイライン・セプター
2巻4話に登場。『ルージュ』3巻6話「白霧に消えて」で戦死したトランに代わるダイナストカバル極東支部長（「極東首領」とも呼ばれる）で、ダイナストカバルのヒューリン型怪人「セプターシリーズ」の生みの親であるドクトル・セプターの孫娘。
ダイナストカバル極東支部の本拠はダイワの首都オオドにあるが、2巻4話では資金獲得のためにセーリアの帝都フワンジンに出稼ぎして屋台運営をしており、西方から渡って来たカニミサイルと一緒に働いていた。
『エリンディル東方ガイド』の公式NPC。

「闇の武術」の開祖
4巻7話に登場。公式の名称が不明のため本記事では便宜上このように表記する。種族は不明。クラスはカンナギ。
ミツテルの代のオオド神殿の巫女で、ミツテル＝ヤスハとは幼少時からの付き合いがあり、当時のアオイ家唯一の嫡子であるヤスハを男装させ男性名を名乗らせる計画に関わっている。
リンを伴ってオオド神殿を訪れたオトハを看破し、また神殿境内の樹木の皮が異様に剥がれていることから何らかの拳法の達人であると判断したリンの挑戦を受けた。後者では引き分けに終わるが、その際にリンの動きを「（自分の時代より）より洗練されている」と評した。

オワリ・ノブカタ
ヒューリンのウォーロード/サムライ。かつてダイワの英雄と呼ばれた人物。元はオワリ藩の藩主で、アオイ家の援助を受けて戦っていた。ミツテルとはその頃からの盟友。本来は豪快かつ器の広い好漢で、エリンディル西方にも通じる文化人だった。
乱世のダイワを静めようと戦っており、その中でタマモと出会って惹かれあい、その魂の半分を受けることで不死身となったのだが、一向に終わらない戦いの中で精神をすり減らし、さらに自身の志がなかなか理解されない孤立感も重なり、ついには狂気に取りつかれてしまう。その後は打って変わって残虐な性格となり、自ら「魔王」を自称してダイワを制覇すべく戦い続けた。しかし、それを見かねたミツテルと、その同志となったウツミヤ藩初代ダイミョウとハヤカワ藩初代ダイミョウにより、呪いの媒体となって邪悪化したタマモが封印された後、不死身を失って、アオイ家に七代までの呪いを残して絶命した。この時は太陽石がセーリアにあったため完全な封印は成らず、そのためしみ出した怨念がアオイ家代々を蝕み、ハヤカワ藩を滅ぼすまでに至った。
3巻6話でタマモが完全に封印されたことで呪いはなくなったが、リミッターがなくなったためにカゲユキを完全に乗っ取ってしまった。4巻8話ではその状態で世直し隊と激突したが、ミツテルの真意とカゲユキの志を知るオトハの猛攻を受け、ダイワ全土に眠る怨念を吸収して巨大化し、なおも抵抗を図ったものの、またしてもオトハの一刀で撃破され、カゲユキを解放。そしてオトハの簪から現れたタマモに付き添われ、自身の志とダイワの未来をオトハたち現代人に託し、完全に封印された。

アオイ・ミツテル
ヒューリンのサムライ。4巻7話に登場する。
アオイ家の初代で、サムライの鑑と言われたほどの名藩主。かつて、乱心したノブカタを討ち、乱世を一時だが収めた男として知られる。しかしその実像は現代に至るまで謎に包まれており、「タイクーン引退後は諸国を旅して回った」との根拠不明の伝承が物語となって伝わっているほど。
タマモの封印でノブカタの怨霊が復活し、オオド城が占拠された後、オトハら世直し隊はサクザの勧告に従って、ミツテルが祀られている霊廟へ赴き、霊廟の奥にある洞窟での試練で、ミツテルの真実を知る事となった。
実際の経歴は伝えられている通りだが、男ではなくオトハそっくりの少女であり、本名はアオイ・ヤスハ。当時のアオイ家はオワリ家の庇護を受ける弱小藩主であったため、諸藩に軽視されないように男装していた。「ミツテル」はそのための偽名で、教育係のオニノ・サクザブロウ（サクザの祖先）など、一部の人間のみがそれを知っている。外見はもちろん、団子好きでしょっちゅう城を抜け出しては城下町へ繰り出す、といった悪癖までオトハと同じだった。しかし使命感はオトハ以上に強く、大局のために己を殺す強さを持ち合わせている。
ノブカタに想いを寄せていたものの、タマモの存在を知って失恋する。しかし、戦乱の中で心を病み、殺戮者と化したノブカタを止めるべく、タマモに請われてその討伐を決意。最後まで素性を明かさぬままにノブカタを討ち、タイクーンとしてダイワを治めることになる。
試練の終わりに霊として世直し隊の前に現れ、自身が果たせなかった理想を、かつてノブカタから贈られ、皮肉にも贈り主を討つことになる銀の守り刀と共にオトハに託した。その際、自分が女であることを「ダイワに平和が訪れる時まで」伏せるよう頼んでいる。

## 用語
半年前の大火
1巻1話で言及されたオオドの大火災のこと。表向きは正直屋の失火とされたが、実はエチゴ屋トウキチによる放火であり、オオノキとキュウベエが結託して真相を隠蔽していただけでなく、エチゴ屋には復興のための資材提供で便宜を図るなど政界と経済界の癒着があった。
ウツミヤ城
先代テルユキの代からタイクーン家に忠誠を誓う親藩・ウツミヤ藩の政庁であり、藩主オンダ家の居城。
カゲユキがタマ姫を伴って来訪するとの報を受けたタカノシンは、タマ姫暗殺を目論んで城内に釣り天井を構築。そのために藩内から男性労働者を集め、監禁同然で働かせていた。その結果、ウツミヤ藩の経済は停滞に陥った。
登龍極医書
セーリアに存在する究極の医学書。あらゆる病に関する情報が事細かに記されており、写本でもその内容は充実している。原本はショーリン館大聖堂の地下に収蔵されている。閲覧の許可そのものは簡単にもらえるが、大聖堂に行き着くには三つの試練を乗り越えねばならない。
ユーノスは東方へ向かう船中で急病人を治療した医師（写本を閲覧していた）からその存在を知らされていた。この一件を伝え聞き、オトハはセーリア行きを決断する。
原本によって、カゲユキの首筋の痣はタマモの呪いを受けた証であること、呪いを解くには「太陽石」「金剛眼」「知賢玉」の3つの宝石が必要であることが判明した。
ショーリン館
セーリアにおけるモンクの修行場。帝室とのかかわりが深く、優秀なモンクは大皇帝警護に抜擢されることもある。
三つの試練
ショーリン館大聖堂に向うモンクたちが超えなければならない試練。
ショーリン館自体が、たどり着くためには長い石段を登らなければならないほど険しい山岳の中腹にあるが、大聖堂はその山の頂上にある。大聖堂にはセーリアに伝わる重要な宝物や文献も秘蔵されており、盗賊や魔族などからの防衛のためにそこに建てられているのだが、いつしか大聖堂に到達すること自体がモンクたちの修行となっていった。
大聖堂への道程には途中「知力房」「運力房」と呼ばれる2軒の僧房があり、さらに知力房と運力房との間には断崖絶壁が存在する。知力房で試験官モンクが出す問に答え、断崖絶壁を登り切り、運力房にて開運仙人とのロシアンルーレットに勝つことにより、「知力」「体力」「時の運」の試練を乗り越えたとされ、大聖堂への入堂を許される。試練を超えたモンクは周囲の修行モンクからも一目置かれる存在と見なされる。
なお、運力房で用いられるリボルバー銃はこのリプレイのオリジナルアイテムで、ルール上は撃たれてHPが0になっても戦闘不能になるだけで、死亡することはなく、回復も可能である。
ダイナストカバル極東支部とネオ・ダイナストカバル極東支部
『ルージュ』シリーズのキーとなる集団のひとつだったダイナストカバルは、「薔薇の武具事件」（『アリアンロッドRPG 2E』では「薔薇の災厄」と呼ばれる）の1年後、大首領によって組織の解散と、新組織「ネオ・ダイナストカバル」への移行が宣言された。しかし、この通達はエリンディル東方のダイナストカバル各支部にほとんど行き渡らなかったため、結果「ひとりの大首領を仰ぎ、同一の目的（反神殿）を持ち、エリンディル西方に単一の本部を置く2つの組織」という奇妙な組織形態が出来上がってしまった。フロイラインはダイナストカバル極東支部の支部長、1巻1話でユーノスを襲撃したマティアス型怪人はネオ・ダイナストカバル極東支部の所属である。
タルタル豚
タルタル特産の豚。遊牧で育てられるのが最大の特徴。
遊牧民族国家であるタルタルにおいて、主に養育されるのは羊や馬であり、豚の遊牧は珍しい。しかしそれ故に貴重種とされている。
2巻4話でニャムカが連れていた豚「ブーちゃん」はこのタルタル豚であり、これらを巡ってオトハたちと偽テイエン一味との間で争奪戦が繰り広げられることになる。
太陽石
妖狐タマモの呪いを解くために必要となる3つの宝石のひとつ。憑依している霊体を分離させる力を持つ。
リーファが所有していたが、2巻4話で「太陽石を欲する者、すなわちタマモを討ち滅ぼさんと志す者が大皇帝の前に現れる」との卦を受けたため、今回の御前料理大会の優勝賞品として賭けられ、優勝者となったチンエン（実質的にはオトハ）に託された。
知賢玉
タマモの呪いを解くために必要となる3つの宝石のひとつ。実体を持たない存在を攻撃できるようになる力を持つ。
ウツミヤ藩が所有していたが、「釣り天井」の仕掛けを造るため、2巻4話以前の時期にタカノシンが売ってしまい、商人の手を転々とした後エチゴ屋に渡っていた。1巻1話でエチゴ屋を捜索したサダノブが発見・所有しており、カゲユキ(を乗っ取ったノブカタ)による大征伐の号令に際してオトハに託された。
金剛眼
タマモの呪いを解くために必要となる3つの宝石のひとつ。妖魔や魔族の本性を暴く力を持つ。
アオイ家が所有していたが、初代タイクーン・ミツテルが宝として持っていたこと以外は不明であった。実はオトハの印籠の中に存在しており、「初代様が肌身離さず持っていた」という故実と、2巻3話でシュウネンの正体を印籠が暴いた事実から、在り処に気付いたオトハによって発見された。
銀の守り刀
まだ正気を保っていた頃のノブカタが、オワリ家とアオイ家の同盟の証としてミツテルに贈った純銀の短刀。だがノブカタが狂気に陥ったことで、挙兵したミツテルがこの刀でノブカタを討つという皮肉な運命をたどる。その後は初代タイクーン霊廟の奥の殿に収められていたが、ノブカタの怨霊出現に際し、霊として現れたミツテルから霊廟の試練を越えたオトハに託され、オオド城天守閣の最終決戦で、世直し隊に屈したノブカタの手に、タマモを封じた簪と共に握らせた。それに呼応するように3つの宝石が輝き、ノブカタはタマモと共に封印された。

## 作品一覧
- アリアンロッド・リプレイ・ブレイド1 サムライプリンセス ISBN 978-4-8291-4611-8
- アリアンロッド・リプレイ・ブレイド2 クッキングコロシアム ISBN 978-4-8291-4628-6
- アリアンロッド・リプレイ・ブレイド3 ハルマゲドンラヴァーズ ISBN 978-4-8291-4643-9
- アリアンロッド・リプレイ・ブレイド4 プリンセスショーダウン ISBN 978-4-8291-4661-3

## 関連サプリメント
- エリンディル東方ガイド ISBN 978-4-8291-7677-1